# 克德尼茨
克德尼茨是德国巴伐利亚州的一个市镇。总面积19.62平方公里，总人口1615人，其中男性779人，女性836人（2011年12月31日），人口密度82人/平方公里。